# Curtonotum amurensis
Curtonotum amurensis är en tvåvingeart som beskrevs av Ozerov 2007. Curtonotum amurensis ingår i släktet Curtonotum och familjen Curtonotidae. Inga underarter finns listade i Catalogue of Life.